# Krásná Hora nad Vltavou
Krásná Hora nad Vltavou è un comune della Repubblica Ceca facente parte del distretto di Příbram, in Boemia Centrale.